# Газотранспортная система России
Газотранспортная система России — газотранспортная система, это система расположенных на территории России газопроводов и связанных с ними сооружений, обеспечивающая транспортировку природного газа от мест его добычи до потребителя, включая экспортные поставки. В состав газотранспортной системы России входят магистральные газопроводы и распределительные газопроводы. Функционирование газопроводов обеспечивают газоперекачивающие компрессорные станции и газораспределительные станции. 
Общая протяжённость газопроводов на территории России составляет 172,6 тыс. км, перекачку газа обеспечивают 254 компрессорные станции общей мощностью 47,1 тыс. МВт (в части объектов, принадлежащих ПАО «Газпром»). 
В 2018 году в газотранспортную систему «Газпрома» на территории России поступило 693,1 млрд м³ газа. 
Почти все объекты газотранспортной системы России принадлежат ПАО «Газпром». Существует также ряд газопроводов, не связанных с единой газотранспортной системой и принадлежащих иным собственникам. В частности, АО «Сахатранснефтегаз» эксплуатирует магистральные и распределительные газопроводы в Якутии общей протяжённостью 7041 км, ПАО «Роснефть» принадлежит газопровод Оха — Комсомольск-на-Амуре, ООО «Сибнефть-Чукотка» — газопровод в Чукотском АО, АО «Норильскгазпром» — газопроводы в районе Норильска.
На западе и востоке России действуют отдельные газотранспортные системы, стоит глобальная задача по их объединению.

## Крупнейшие магистральные газопроводы России
- Ямал — Европа

Обеспечивает экспортные поставки газа с месторождений Западной Сибири в страны Восточной и Западной Европы через Белоруссию. Российская часть газопровода начинается в Торжке, имеет длину 402 км. Диаметр труб — 1420 мм. Проектная мощность — 32,9 млрд м³ в год. Введён в эксплуатацию в 1999—2006 годах.
- Уренгой — Помары — Ужгород

Обеспечивает экспортные поставки газа с месторождений Западной Сибири в страны Восточной и Западной Европы через Украину. Длина российского участка — 3291 км. Диаметр труб — 1420 мм. Проектная мощность — 32 млрд м³ в год. Введён в эксплуатацию в 1983 году.
- Бованенково — Ухта (две нитки)

Обеспечивает транспортировку газа с месторождений Ямала. Состоит из двух ниток (очередей) длиной около 1200 км каждая. Диаметр труб — 1420 мм, давление газа — 120 атм. Проектная мощность — 197,5 млрд м³ в год. Введён в эксплуатацию в 2012 году (первая очередь) и в 2017 году (вторая очередь).
- Сахалин — Хабаровск — Владивосток

Обеспечивает транспортировку газа с месторождений Сахалина в Хабаровский и Приморский края. Длина газопровода — более 1800 км, давление — 100 атм. Диаметр труб — 1220 мм и 700 мм. Проектная мощность первой очереди — 5,5 млрд м³ в год. Введён в эксплуатацию в 2011 году.
- Северные районы Тюменской области — Торжок

Обеспечивает транспортировку газа с месторождений Тюменской области в центр Европейской части России и далее потребителям Северо-Западного региона, а также для заполнения экспортного газопровода «Ямал-Европа». Длина газопровода — 2200 км. Проектная мощность на разных участках — 20,5-28,5 млрд м³ в год. Введён в эксплуатацию в 2006—2012 годах.
- Ухта-Грязовец (2 нитки)

Обеспечивает транспортировку газа с месторождений Ямала и Западной Сибири в центр Европейской части России и далее потребителям Центра и Северо-Западного региона, а также на экспорт. Состоит из двух ниток длиной 970 км каждая. Диаметр труб — 1420 мм, давление газа — 100 атм. Проектная мощность — 90 млрд м³ в год. Введён в эксплуатацию в 2012 году (первая очередь) и в 2018 году (вторая очередь).
- Грязовец — Выборг

Является сухопутной частью газопровода «Северный поток». Длина — 900 км, диаметр труб — 1420 мм, давление газа — 100 атм. Проектная мощность — 55 млрд м³ в год. Введён в эксплуатацию в 2011—2013 годах.
- Уренгой — Центр (2 нитки)

Две нитки длиной 3211 и 3035 км соответственно. Диаметр труб — 1420 мм, давление газа — 75 атм. Введён в эксплуатацию в 1983-1984 годах.
- Ямбург — Елец (2 нитки)

Две нитки длиной по 3146 км. Диаметр труб — 1420 мм, давление газа — 75 атм. Введён в эксплуатацию в 1986-1987 годах.
- Ямбург — Западная граница («Прогресс»)

Обеспечивает экспортные поставки в Европу через Украину. Длина 4366 км (включая участок на территории Украины). Диаметр труб — 1420 мм, давление газа — 75 атм. Проектная мощность — 26 млрд м³ в год. Введён в эксплуатацию в 1987 году.
- Оренбург — Западная граница («Союз»)

Обеспечивает экспортные поставки в Европу через Украину. Длина 2677 км (включая участки на территории Казахстана и Украины). Диаметр труб — 1420 мм, давление газа — 75 атм. Проектная мощность — 26 млрд м³ в год. Введён в эксплуатацию в 1980 году.
- Ямбург — Тула (2 нитки)

Две нитки длиной 2946 и 2146 км. Диаметр труб — 1420 мм, давление газа — 75 атм. Введён в эксплуатацию в 1988-89 годах.
- Ямбург — Поволжье

Длина 2730 км. Диаметр труб — 1420 мм, давление газа — 75 атм. Введён в эксплуатацию в 1990 году.
- Уренгой — Петровск

Длина 3000 км. Диаметр труб — 1420 мм, давление газа — 75 атм. Введён в эксплуатацию в 1983 году.
- Уренгой — Новопсков

Длина 3609 км. Диаметр труб – 1420 мм, давление газа – 75 атм. Введён в эксплуатацию в 1983 году.
- Сила Сибири

Обеспечивает поставку газа Чаяндинского и Ковыктинского месторождений потребителям Дальнего Востока России, а также на экспорт в Китай. Протяжённость 2159 км. Диаметр труб — 1420 мм, давление газа — 100 атм. Проектная мощность (экспортная) -  38 млрд м³ в год. Введён в эксплуатацию 2 декабря 2019 года.